# Epierus cornutus
Epierus cornutus är en skalbaggsart som beskrevs av Thomas Casey 1893. Epierus cornutus ingår i släktet Epierus och familjen stumpbaggar. Inga underarter finns listade i Catalogue of Life.